# 미켈 산 호세
미켈 산 호세 도밍게스(스페인어: Mikel San José Domínguez, 1989년 5월 30일 ~ )는 스페인의 전 축구 선수이다. 그는 과거 스페인 축구 국가대표팀으로도 활약한 바 있다.